# PID regulátor

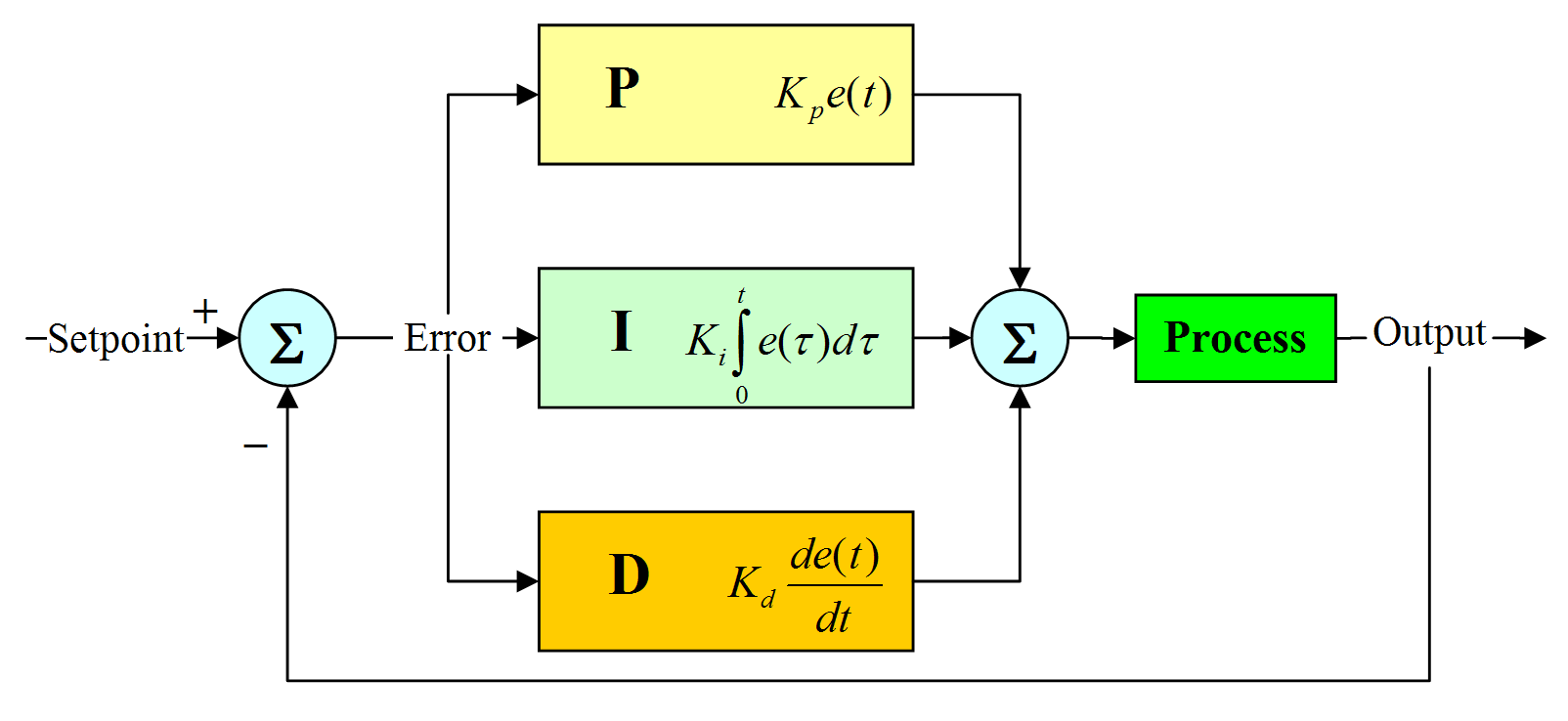
Regulátor PID v regulační smyčce. Vlevo žádaná hodnota (setpoint), vpravo měřený výstup (output) z procesu, rozdílem žádané hodnoty a výstupu vzniká regulační odchylka (error), která je zpracována PID složkami regulátoru a jako akční veličina vstupuje do procesu.

PID regulátor patří mezi spojité regulátory, složený z proporcionální, integrační a derivační části. V systémech řízení se řadí před řízenou soustavu. Regulátor nepřetržitě počítá regulační odchylku {\displaystyle e(t)} jako rozdíl mezi regulovanou veličinou {\displaystyle y(t)} a referenční hodnotou {\displaystyle r(t)} (někdy značeno {\displaystyle w(t)}) a jeho výstupem je akční zásah {\displaystyle u(t)} (někdy značeno {\displaystyle x(t)}), který je součtem proporcionálního, integračního a derivačního členu a který bývá vstupem do regulovaného procesu.
Poprvé PID regulátor použil Elmer Ambrose Sperry, který princip odvodil pro automatické kormidlování lodí amerického námořnictva. PID regulátory byly nejdříve realizovány pomocí pneumatických, a později elektronických, obvodů. Dnešní PID regulátory jsou realizovány převážně číslicově.
Přenos regulátoru se vyjadřuje jako poměr těchto veličin
{\displaystyle f_{R}(t)={\frac {u(t)}{e(t)}}={\frac {x(t)}{e(t)}}}
V technických oborech se používá Laplaceova transformace
{\displaystyle F_{R}(s)={\frac {U(s)}{E(s)}}={\frac {X(s)}{E(s)}}}

## Složky PID regulátoru

### Proporcionální složka regulátoru
Proporcionální složka, P regulátor, je prostý zesilovač. Akční veličina je přímo úměrná regulační odchylce.
{\displaystyle u(t)=r_{0}e(t)}
kde {\displaystyle r_{0}} je činitel zesílení, někdy je také uváděn jako konstanta zesílení {\displaystyle K_{R}}. Po použití transformace
{\displaystyle G_{R}(s)={\frac {U(s)}{E(s)}}=r_{0}=K_{R}}
U jednoduchých soustav, kde výstup je zhruba proporcionální akční veličině plus působení „poruchové veličiny“ se působení poruchy projevuje trvalou regulační odchylkou. Velikost regulační odchylky je pak úměrná velikosti poruchové veličiny a nepřímo úměrná zesílení regulátoru. Zvyšování zesílení nad určitou mez však vede k nestabilitě regulované soustavy.
Malá trvalá regulační odchylka může být v mnoha případech přijatelná, použití regulátoru každopádně zlepší chování systému.

#### Pásmo proporcionality
Pásmo proporcionality udává, o kolik procent se musí změnit vstupní signál (regulační odchylka), aby se výstup (akční veličina) změnil v celém rozsahu
{\displaystyle pp={\frac {1}{r_{0}}}\cdot 100\%}
Pásmo proporcionality v podstatě udává, v jak velkém rozsahu je regulátor schopen regulovat, aniž by narazil na své limity.

### Integrační složka regulátoru
Integrační složka regulátoru, I regulátor, je takový regulátor, kdy akční veličina je přímo úměrná integrálu regulační odchylky. {\displaystyle r_{i}} je zesílení integračního regulátoru.
{\displaystyle u(t)=r_{i}\int _{0}^{t}e(\tau )d\tau }
Tomu odpovídá přenos
{\displaystyle F_{R}(s)={\frac {U(s)}{E(s)}}={\frac {r_{i}}{s}}={\frac {1}{T_{i}s}}}
V technické praxi se častěji setkáme s časovou konstantou {\displaystyle T_{i}} než se zesílením integračního regulátoru {\displaystyle r_{i}}.
Následující úvaha platí pro jednoduché soustavy, kde výstup je zhruba proporcionální akční veličině plus působení „poruchové veličiny“. V takovém případě dokáže I-regulátor úplně eliminovat regulační odchylku. Regulační děj je však pomalejší a společně s P-složkou může ovlivnit stabilitu soustavy (což ostatně může i samotná P-složka).

### Derivační složka regulátoru
Derivační složka regulátoru, D regulátor, je takový regulátor, kdy akční veličina je přímo úměrná derivaci regulační odchylky. Vzhledem k tomu, že „čistá“ derivace není technicky realizovatelná, mluvíme o ideálním D regulátoru.
{\displaystyle u(t)=r_{d}{\frac {de(t)}{dt}}}
Tomu odpovídá přenos
{\displaystyle F_{R}(s)={\frac {U(s)}{E(s)}}=r_{D}s}
Derivační regulátor se používá pro zrychlení regulačního děje. Jeho nevýhodou je, že reaguje i na šum (zatímco integrační složka jej naopak „zprůměruje“), což může v některých případech vést až k jeho praktické nepoužitelnosti. Samostatně se D-regulátor v běžných procesech nikdy nepoužívá, pouze jako D-složka bývá součástí PID nebo PD regulátoru.

#### Realizovatelný D-člen
Ideální D-regulátor není technicky realizovatelný. Výstupem „čistého“ D-členu by totiž v případě skokové změny na vstupu byl Diracův skok, což není fyzikálně možné. Při digitální implementaci by to jednak vedlo k aritmetickému přetečení, jednak je reakce regulátoru omezena vzorkováním. Technicky můžeme D-regulátor (či spíše D-člen regulátoru) realizovat (nebo jeho realizaci modelovat) přidáním slabé integrační složky s „realizační konstantou“ ε.
Konstanta ε se může pro modelování reálného D-členu uvažovat např. stokrát menší než hodnota v čitateli, ale pokud je příliš malá (např. pětsetkrát), nemusí být výpočetní model regulátoru stabilní.
{\displaystyle F_{R}(s)={\frac {U(s)}{E(s)}}={\frac {r_{D}s}{\varepsilon s+1}}}

## PID regulátor
PID regulátor si můžeme představit jako součet P-regulátoru, I-regulátoru a D-regulátoru:
{\displaystyle u(t)=r_{0}e(t)+r_{i}\int _{0}^{t}e(\tau )d\tau +r_{D}{\frac {de(t)}{dt}}}
Tomu odpovídá přenos
{\displaystyle F_{R}(s)={\frac {X(s)}{E(s)}}=r_{0}+{\frac {r_{i}}{s}}+r_{d}s=K_{R}(1+{\frac {1}{T_{I}s}}+T_{D}s)=k_{R}{\frac {(T_{1}s+1)(T_{2}s+1)}{s}}}
Pro praktickou realizaci se používá tvar s {\displaystyle K_{R}}, {\displaystyle T_{D}} a {\displaystyle T_{I}}. Poslední tvar se používá v simulacích a teoretických výpočtech. Pro modelování technicky realizovatelného regulátoru je možné doplnit „realizační konstantu“ pro D-složku regulátoru.
Při regulaci PID regulátorem na počátku regulace převládá vliv derivační složky, postupem času má větší vliv integrační složka.
Násobení, integrace i derivace jsou lineární operace. PID regulátor je tedy lineární regulátor.

### Redukované varianty PID regulátoru
Jedná se o P-regulátor, PD-regulátor a PI-regulátor. Na tyto regulátory můžeme pohlížet jako na PID regulátor, u kterého je vyřazena některá složka. To může být nezbytné např. kvůli stabilitě soustavy, kvůli zjednodušení implementace (nebo nastavování parametrů) regulátoru atp.

## Diskrétní forma PID regulátoru
Pro realizaci PID regulátoru jako algoritmu pro PLC se používá diskrétní forma PID regulátoru. Ta má dva tvary:
- absolutní {\displaystyle x(k)=K_{P}E(k)+\sum K_{I}E(k)\Delta t+K_{D}{\frac {E(k)-E(k-1)}{\Delta t}}}[2]
- přírůstkový (rychlostní) {\displaystyle x(k)=x(k-1)+K_{P}\left(E(k)-E(k-1)\right)+K_{I}E(k)\Delta t+K_{D}{\frac {E(k)-2E(k-1)+E(k-2)}{\Delta t}}}[2]

Výhodou přírůstkové formy diskrétního PID regulátoru je odolnost vůči wind-up efektu a dále implementovatelnost adaptivních parametrů s beznárazovou změnou jejich hodnot.

## Modifikace PID regulátoru

### PIDD²
PIDD² je varianta PID regulátoru, která při výpočtu velikosti akčního zásahu navíc využívá ještě druhou derivaci regulační odchylky, akční zásah je určování podle vztahu
{\displaystyle x(t)=r_{0}e(t)+r_{i}\int _{0}^{t}e(t)dt+r_{d}{\frac {de(t)}{dt}}+r_{d2}{\frac {d^{2}e(t)}{dt^{2}}}},
kterému odpovídá přenos
{\displaystyle F_{PIDD^{2}}(s)={\frac {X(s)}{E(s)}}=r_{0}+{\frac {r_{i}}{s}}+r_{d}s+r_{d2}s^{2}}.

### Neceločíselný PID
Neceločíselný PID regulátor je regulátor s přenosem
{\displaystyle F_{NPID}(s)={\frac {X(s)}{E(s)}}=r_{0}+{\frac {r_{i}}{s^{\lambda }}}+r_{d}s^{\mu }},
kde λ a μ nejsou celá čísla.

### PID řízený událostmi
PID řízený událostmi dostává informace o velikosti regulované veličiny nebo regulační odchylky nepravidelně, při splnění nastavené podmínky, např. pouze když se regulovaná veličina změní podstatně. Existuje několik realizací PID regulátoru řízeného událostmi, jednou z úspěšně aplikovaných v průmyslu je algoritmus PIDplus.

### Anti wind-up
Pokud se v praxi odpojí výstup regulátoru od řízeného procesu (např. protože někdo proces řídí ručně), regulátor to nebude vědět a bude se dále snažit regulovat. Kromě toho, že proporcionální složka bude reagovat na okamžitou hodnotu odchylky a derivační složka na její derivace, tak hlavně integrační složka může mezitím narůstat až do naprosto nereálných hodnot. Po připojení výstupu regulátoru na vstup řízeného procesu jednak dojde k velkému skoku, ale také může dlouho trvat, než se integrační složka vrátí na normální hodnotu.
Řešením bývá (kromě prostého omezení rozsahu integrační složky) sledovat skutečný akční zásah a průběžně podle proporcionální složky zpětně dopočítávat velikost integrační složky tak, aby (zatím odpojený) výstup regulátoru odpovídal skutečnému akčnímu zásahu.
Pokud je takový dopočet integrační složky realizován, lze snadno doplnit do regulátoru i omezení maximální rychlosti změny akční veličiny a omezení akční veličiny obecně.